# Insignia de las Tropas Blindadas de la Legión Cóndor
La Insignia de las Tropas Blindadas de la Legión Cóndor (en alemán: Panzertruppenabzeichen der Legion Condor) fue una condecoración militar alemana otorgada a las tripulaciones de tanques que sirvieron con la Legión Cóndor durante la guerra civil española de 1936 a 1939.

## Elegibilidad
La Legión Cóndor fue creada en julio de 1936 para brindar apoyo militar directo al bando sublevado durante la guerra civil española. La Legión, formada por miembros de la Wehrmacht, incluía unidades blindadas equipadas con tanques ligeros Panzer I bajo el mando del Coronel Wilhelm Ritter von Thoma. La Legión continuó sirviendo en España hasta el final de la guerra en abril de 1939.
La insignia fue creada en septiembre de 1936 por el coronel Von Thoma, y fue reconocida como condecoración oficial el 10 de julio de 1939. Se otorgó a las tripulaciones de tanques que habían servido durante al menos tres meses en el teatro de guerra español. La emisión de la insignia se suspendió en el otoño de 1939, momento en el que se habían otorgado 415.

## Diseño
La insignia consiste en una corona de hojas de roble ovalada que contiene una calavera y tibias cruzadas encima de una representación de un tanque Panzer I. El diseño es similar a la insignia Conmemorativa de Tanques otorgada a las tripulaciones de tanques que sirvieron en la Primera Guerra Mundial. Se emitió en blanco metalizado y bronce brillante, con una versión dorada otorgada al coronel von Thoma en 1939 después de un desfile de la victoria en Madrid para marcar el final de la Guerra Civil.
La insignia se llevaba en el bolsillo izquierdo del pecho.

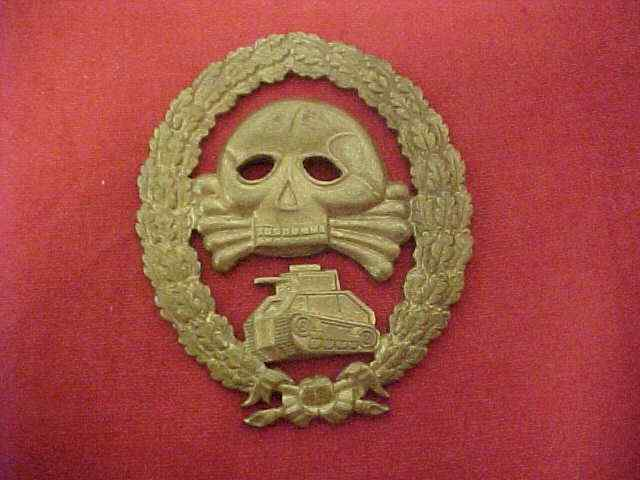
Versión en bronce.

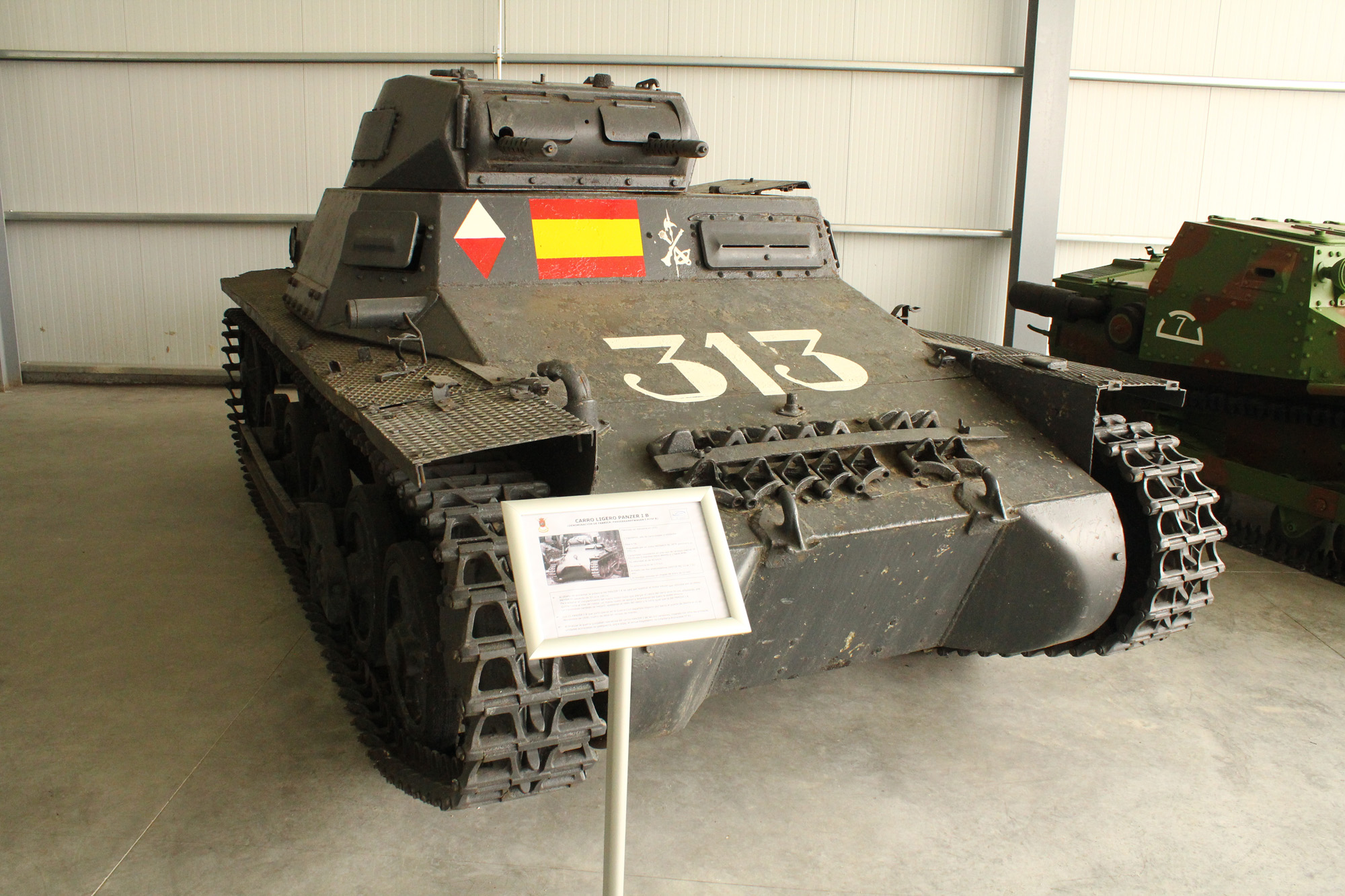
Tanque Panzer I utilizado por la Legión Cóndor.

El uso de los premios de la época nazi fue prohibido en 1945. La insignia de la Legión Cóndor no estaba entre los premios de la época nazi reautorizados para uso oficial por la República Federal de Alemania en 1957.